# 辐射狸藻
辐射狸藻（學名：Utricularia radiata）为狸藻屬中型浮水生食虫植物。其种加词“radiata”来源于拉丁文“radiatus”，意为“辐射状”，指其发于一点的叶。辐射狸藻为北美洲的特有种。

## 外部連結
- 食虫植物照片搜寻引擎中辐射狸藻的照片 （页面存档备份，存于）

 维基共享资源上的相關多媒體資源：辐射狸藻
 維基物種上的相關：辐射狸藻